# Sergej Matvejev
Sergej Jurjevitj Matvejev (ryska: Сергей Юрьевич Матвеев), född den 8 september 1972 i Pskov i Ryska SFSR, är en rysk före detta roddare.
Han tog OS-brons i åtta med styrman i samband med de olympiska roddtävlingarna 1996 i Atlanta.